# Megachile vestita
Megachile vestita är en biart som beskrevs av Smith 1853. Megachile vestita ingår i släktet tapetserarbin, och familjen buksamlarbin. Inga underarter finns listade i Catalogue of Life.